# Cedar Hill (Western Australia)
Cedar Hill ist eine 12 Meter hohe Erhebung in der Region Kimberley, in Western Australia, Australien.

## Lage
Mount Kitchener liegt in der Region Kimberley, die nördlichste Region Westaustraliens auf der Insel Adolphus Island. In der Nähe des Berges befinden sich Fall Hill, Cawston Bay und Steep Head.